# Eduardo Díaz (futbolista)
Eduardo Díaz (Provincia del Chaco, 12 de febrero de 1971) es un futbolista especializado en fútbol 5 adaptado. Dos veces campeón mundial (2002 y 2006), ganador de una medalla de plata en los Juegos Paralímpicos de Atenas 2004 y otra de bronce en los Juegos Paralímpicos de Pekín 2008. Campeón de América en 2005. Ha jugado en los clubes ACE de Escobar y ARDEC de Rosario.
En 2007 recibió como integrante de Los Murciélagos el Premio Jorge Newbery de Oro, con el que la Ciudad de Buenos Aires premia al mejor deportista de cada año, primera vez que un premio máximo deportivo fue entregado a atletas con discapacidades.

## Síntesis biográfica
Eduardo Díaz nació en 1971 en la provincia del Chaco. Jugó para el Club ACE de Escobar, para el club ARDAC de Rosario y para el Club Estudiantes de la Plata. Ha sido considerado como uno de los jugadores emblemáticos del equipo de Los Murciélagos que logró consolidarse como uno de los mejores del mundo y ser ampliamente reconocido por la comunidad argentina. Con 39 años, jugó su último torneo mayor en el Campeonato Mundial de Fútbol 5 disputado en Hereford.

## Carrera deportiva

### Juegos Paralímpicos

#### Plata en Atenas 2004
La selección argentina de fútbol 5 Los Murciélagos ganó la medalla de plata en los Juegos Paralímpicos de Atenas 2004. El equipo estuvo integrado por Gonzalo Abbas Hachache, Julio Ramírez, Lucas Rodríguez, Iván Figueroa, Diego Cerega, Silvio Velo (c), Eduardo Díaz, Antonio Mendoza, Oscar Moreno y Darío Lencina.
Clasificaron seis países: Argentina, Brasil, Corea del Sur, España, Francia y Grecia. Se jugó una ronda preliminar todos contra todos, que estableció el orden para jugar por la medalla de oro, la de bronce y el quinto lugar. Argentina le ganó a España 2-1, a Grecia 2-1, a Francia 3-0, a Grecia 3-0 y perdió con Brasil 0-2.
Con esos resultados, Brasil y Argentina jugaron el partido por la medalla de oro. En la final ninguno de los equipos pudo marcar goles, debiendo ir a un tiempo suplementario de 20 minutos, en el que tampoco marcaron goles. La medalla debió definirse así por medio de un desempate realizado con penales, en la que prevaleció finalmente Brasil.
| Fútbol 5 Varones | Fútbol 5 Varones | Fútbol 5 Varones | Fútbol 5 Varones | Fútbol 5 Varones |
|                  | País             |                  |                  |                  |
| ---------------- | ---------------- | ---------------- | ---------------- | ---------------- |
| 1                | Brasil           |                  |                  |                  |
| 2                | Argentina        |                  |                  |                  |
| 3                | España           |                  |                  |                  |
| Fuente: IPC.     |                  |                  |                  |                  |

#### Bronce en Pekín 2008
La selección argentina de fútbol 5 Los Murciélagos ganó la medalla de plata en los Juegos Paralímpicos de Pekín 2008. El equipo estuvo integrado por Gonzalo Abbas Hachache, Diego Cerega, Eduardo Díaz, Iván Figueroa, José Luis Jiménez, Darío Lencina, Gustavo Maidana, Antonio Mendoza, Lucas Rodríguez y Silvio Velo (c).
Clasificaron seis países: Argentina, Brasil, China, Corea del Sur, España y Gran Bretaña. Se jugó una ronda preliminar todos contra todos, que estableció el orden para jugar por la medalla de oro, la de bronce y el quinto lugar. Argentina le ganó a España 2-0, a Gran Bretaña 3-1 y a Corea del Sur 2-0, empatando con Brasil 0-0, pero perdiendo con China 0-1. Este último resultado relegó a Los Murciélagos por un punto, para llegar a la final.
Con esos resultados, Argentina y España jugaron el partido por la medalla de bronce. Si bien Argentina le había ganado a España en la fase preliminar, fue España la que abrió el marcador al minuto de juego. Argentina erró un penal, pero España también. A 8 minutos para el final, el capitán Silvio Velo logró el empate y poco antes de terminar erró un penal que pudo haberle dado el triunfo a Los Murciélagos. Los Murciélagos ganarían el título al imponerse en los penales.
| Fútbol 5 Varones | Fútbol 5 Varones | Fútbol 5 Varones | Fútbol 5 Varones | Fútbol 5 Varones |
|                  | País             |                  |                  |                  |
| ---------------- | ---------------- | ---------------- | ---------------- | ---------------- |
| 1                | Brasil           |                  |                  |                  |
| 2                | China            |                  |                  |                  |
| 3                | Argentina        |                  |                  |                  |
| Fuente: IPC.     |                  |                  |                  |                  |

### Campeonatos mundiales

#### Subcampeón en 1998
Díaz integró el equipo argentino en el I Campeonato Mundial de Fútbol para Ciegos que se jugó en Campinas, Brasil, resultando Los Murciélagos subcampeones.
Argentina formó parte del Grupo B, empatando con España 0-0 y ganándole a Gran Bretaña 3-1. En la semifinal venció a Colombia 1-0, jugando la final contra Brasil, que ganó 1-0.

#### Subcampeón en 2000
En 2000, Díaz volvió a integrar el equipo argentino en el II Campeonato Mundial de Fútbol para Ciegos que se jugó en Jerez de la Frontera, España. Nuevamente Los Murciélagos fueron subcampeones.
Argentina clasificó primera en el Grupo A, ganándole a España 2-1, a Corea del Sur 3-0 y empatando con Paraguay 0-0. En la semifinal venció a Grecia 2-0, jugando la final nuevamente contra Brasil, que ganó 4-0.

#### Campeón en 2002
En 2002 Los Murciélagos se consagraron por primera vez campeones del mundo, ganando todos los partidos, en el III Campeonato Mundial de Fútbol para Ciegos jugado en Río de Janeiro, Brasil. El equipo estuvo integrado por Gonzalo Abbas Hachache, Diego Cerega, Eduardo Díaz, Iván Figueroa, Darío Lencina, Manuel Miño, Antonio Mendoza, Oscar Moreno, Lucas Rodríguez y Silvio Velo (c).
Argentina clasificó primera en el Grupo 1, ganándole a Grecia 1-0, a Francia 1-0 y Paraguay 4-1. En la semifinal venció a Colombia 5-0, jugando la final contra España, venciendo por 4-2.

#### Bicampeón en 2006
Díaz también integró el equipo argentino que obtuvo el bicampeonato mundial en el IV Campeonato Mundial de Fútbol para Ciegos jugado en Buenos Aires, Argentina.
Argentina clasificó primera en el Grupo B, empatando con España 1-1 (con goles de Lucas Rodríguez y Rosado), a Corea del Sur 5-0 (Velo [2], Rodríguez, Maidana, Figueroa) y a Inglaterra 2-0. En la semifinal venció a Paraguay 3-1 (Velo [2], Rodríguez). Los Murciélagos vencieron a Brasil en la final, 1-0, con gol de Velo.

### Competencias continentales
- Campeón de la Copa América de Fútbol para Ciegos 2005

#### Plata en los Juegos Parapanamericanos de 2007
Los Murciélagos ganaron la medalla de plata en los Juegos Parapanamericanos de 2007 realizados en Río de Janeiro. El equipo estuvo integrado por Gonzalo Abbas Hachache, Oscar Moreno, Eduardo Díaz, Silvio Velo (c), Diego Cerega, Iván Figueroa, Lucas Rodríguez, José Jiménez, Gustavo Maidana y Darío Lencina.
El torneo fue disputado en un solo grupo de cinco equipos. Argentina perdió con Brasil 0-2, empató con Paraguay 2-2, venció a Colombia 2-0 y a Chile 7-0. Con esos resultados clasificó segundo por diferencia de gol y disputó la final con Brasil, perdiendo 1-0.

#### Subcampeón de la Copa América 2009
Con 38 años formó parte del equipo de Los Murciélagos que salió subcampeón de la Copa América organizado por la IBSA en Buenos Aires en 2009. El equipo argentino estuvo integrado por: Darío Lencina, Eduardo Díaz, Gustavo Maidana, Lucas Rodríguez y Silvio Velo. Luego ingresaron: Iván Figueroa y David Peralta. DT: Martín Demonte.
En la ronda preliminar Argentina clasificó a semifinales luego de ganar 2-0 a Paraguay, empatar 0-0 con Colombia, vencer 6-0 a Perú, ganarle 1-0 a Brasil y empatar 0-0 con Uruguay. En la semifinal Los Murciélagos vencieron a Colombia en el desempate por penales (3-1). En la final Argentina perdió con Brasil 2-0.